# Paialvo
Paialvo es una freguesia portuguesa del concelho de Tomar, con 22,26 km² de superficie y 2.850 habitantes (2001). Su densidad de población es de 128,0 hab/km².

## Galería

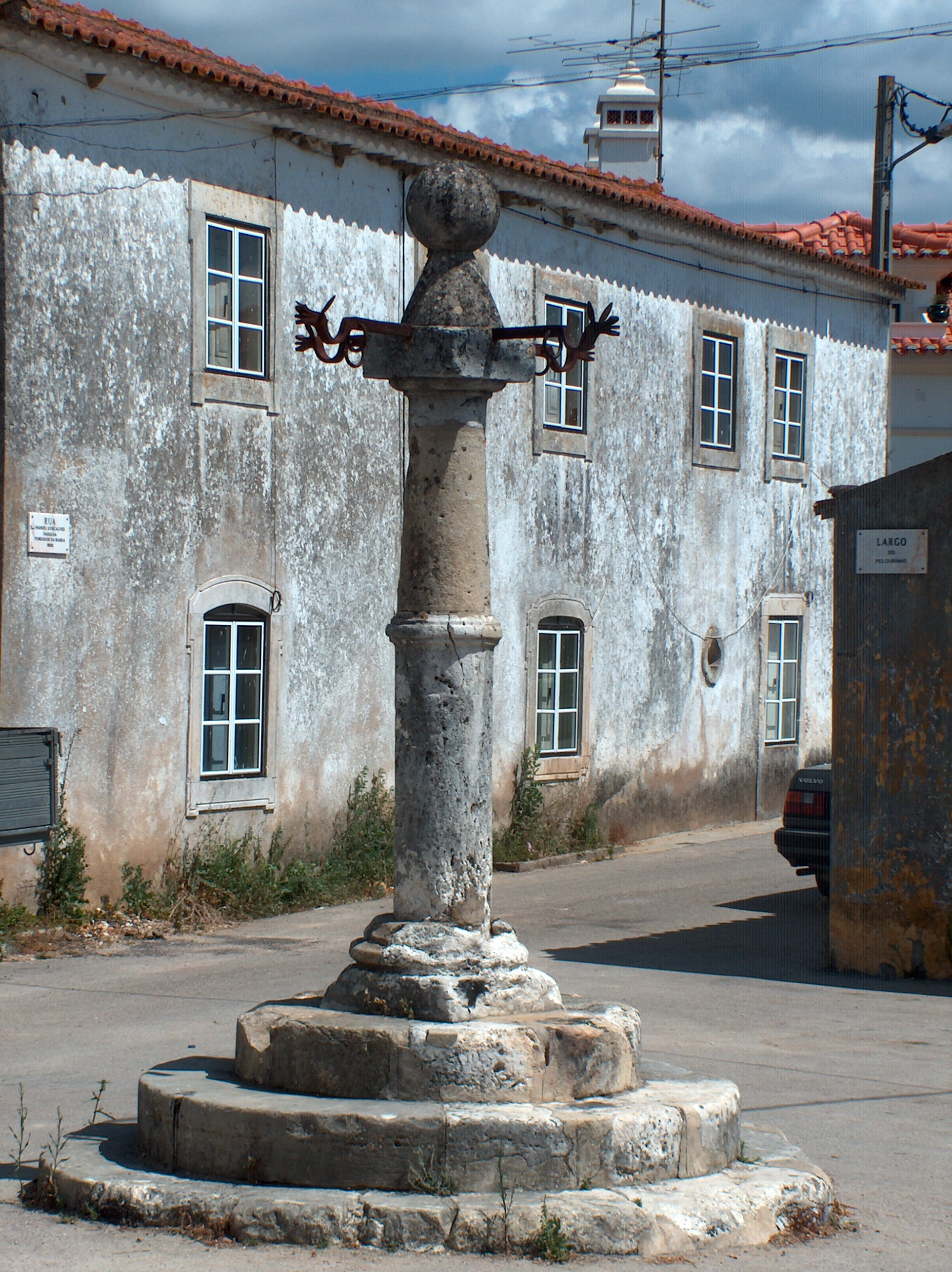
Paialvo.